# Política d'Angola
Des de l'aprovació d'una nova constitució en 2010, la política d'Angola té lloc en un marc d'una república presidencialista, de manera que el President d'Angola és alhora cap d'estat i el cap de govern, i d'un sistema multipartidista. El poder executiu és exercit pel govern. El poder legislatiu recau en el president, el govern i el Parlament.
Angola va canviar d'un sistema unipartidista marxista-leninista governat pel Moviment Popular per a l'Alliberament d'Angola (MPLA), en el poder des de la independència el 1975, a una democràcia multipartidista basat en una nova constitució adoptada en 1992. Aquest mateix any es van dur a terme les primeres eleccions parlamentàries i presidencials. El MPLA va obtenir la majoria absoluta a les eleccions parlamentàries. En les eleccions presidencials, el president José Eduardo dos Santos va guanyar la primera volta amb més del 49% dels vots mentre que Jonas Savimbi en va treure el 40%. Hauria calgut una segona volta, però mai va tenir lloc. La represa de la Guerra Civil angolesa immediatament després de les eleccions, que van ser considerades com a fraudulentes per UNITA, i el col·lapse del Protocol de Lusaka, crearen una situació de divisió. Fins a cert punt les noves institucions democràtiques van treballar, en particular l'Assemblea Nacional, amb la participació activa d'UNITA dels diputats electes del FNLA, mentre que José Eduardo dos Santos va seguir exercint les seves funcions sense legitimació democràtica. No obstant això les forces armades del MPLA (ara forces armades oficials de l'estat d'Angola) i d'UNITA lluitaven entre si fins que el líder de la UNITA, Jonas Savimbi, va morir en acció en 2002.
De 2002 a 2010 el sistema definit segons la constitució de 1992 funcionava d'una manera relativament normal. La branca executiva del govern es compon del President, el primer ministre i el Consell de Ministres. El Consell de Ministres, integrat per tots els ministres i viceministres, es reunia regularment per discutir qüestions polítiques. Els governadors de les 18 províncies van ser designats per i servien al gust del president. La Llei Constitucional de 1992 va establir les línies generals de l'estructura de govern i els drets i deures dels ciutadans. El sistema legal es basava en la llei i costums portuguesos, però era feble i fragmentada. Els tribunals funcionen en només 12 de més de 140 municipis. Un Tribunal Suprem servia com a tribunal d'apel·lació; un Tribunal Constitucional amb facultats de revisió judicial mai va ser constituït tot i l'autorització legal. A la pràctica, el poder era cada vegada més concentrat en les mans del president que, amb el suport d'un personal cada vegada més gran, controlava en gran manera el parlament, el govern i el poder judicial.
Els 26 anys de guerra civil ha devastat les institucions polítiques i socials del país.L'ONU ha estimat en 1,8 milions els desplaçats interns (PDI), mentre que la xifra acceptada generalment per a les persones afectades per la guerra és de 4 milions. Les condicions diàries de la vida a tot el país i específicament a Luanda (amb una població d'aproximadament 6 milions) reflecteixen el col·lapse de la infraestructura administrativa, així com de moltes institucions socials. La greu situació econòmica en curs impedeix en gran manera qualsevol suport governamental a les institucions socials. Els hospitals manquen de medicaments o equipament bàsic, les escoles no tenen llibres, i els empleats públics sovint no tenen els subministraments bàsics per al seu treball diari.

## Branca executiva
La Constitució de 2010 atorga al president un poder gairebé absolut. Les eleccions per a l'Assemblea Nacional es duran a terme cada cinc anys, i com a President és escollit automàticament el líder del partit o coalició guanyadora. Correspon al President nomenar (i acomiadar) els següents càrrecs:
- Els membres del govern (ministres d'estat, ministres, secretaris d'Estat i viceministres);
- Els membres de la Cort Constitucional;
- Els membres de la Cort Suprema;
- Els membres del Tribunal de Comptes;
- Els membres del Tribunal Suprem Militar;
- El governador i vicegovernadors del Banc Nacional d'Angola;
- El fiscal general, els vicefiscals generals i els seus adjunts (així com l'homòleg militar);
- Els governadors de les províncies;
- Els membres del Consell de la República;
- Els membres del Consell Nacional de Seguretat;
- Els membres dels Consells Superiors de Magistrats;
- El cap de les Forces Armades i el seu adjunt;
- Tots els càrrecs de comandament en les forces armades;
- El comandant general de la Policia, i el segon al comandament;
- Tots els altres càrrecs de comandament en la policia;
- Els caps i directors dels òrgans d'intel·ligència i seguretat.

El president també és proveït d'una varietat de poders, com la definició de la política del país. Tot i que no depèn d'ell/ella per fer lleis (només per promulgar i fer edictes), el President és el líder del partit guanyador.
L'únic càrrec "rellevant" que no està directament nomenat pel president és el vicepresident, que és el segon en la llista del partit guanyador.

## Branca legislativa
L'Assemblea Nacional (Assembleia Nacional) té 223 membres, elegits per a un període de quatre anys, 130 membres mitjançant representació proporcional, 90 membres pels districtes provincials, i 3 membres representant els angolesos a l'estranger. Les eleccions generals que s'havien de convocar en 1997 no es van celebrar fins al 5 de setembre de 2008. El partit governant MPLA hi va obtenir el 82% (191 escons de l'Assemblea Nacional) i el principal partit de l'oposició van obtenir només el 10% (16 escons). Les eleccions, foren descrites com a només parcialment lliures, i certament no justes. A White Book on the elections in 2008 lists up all irregularities surrounding the Parliamentary elections of 2008.

## Branca judicial
Els jutges de la Cort Suprema (o Tribunal da Relaçao) són nomenats pel president. El Tribunal Constitucional, amb poder de revisió judicial, és format per 11 jutges. Quatre són designats pel president, quatre per l'Assemblea Nacional, dos pel Consell Superior de la Judicatura, i un elegit pel públic.

## Divisions administratives
Angola és dividida en 18 provincias: Bengo, Benguela, Bie, Cabinda, Cuando Cubango, Cuanza Norte, Cuanza Sul, Cunene, Huambo, Huila, Luanda, Lunda Norte, Lunda Sul, Malanje, Moxico, Namibe, Uige i Zaire.

## Participació en organismes internacionals
Angola és membre de l' ACP, BAD, 
CEEAC, ECA, FAO, Grup dels 77, IAEA, BIRD, ICAO, Cort Penal Internacional (signatari), CIOSL, Creu Roja Internacional i Creixent Roig, Associació Internacional pel Desenvolupament, FIDA, IFC, IFRCS, OIT, Fons Monetari Internacional, OMI, Interpol, COI, IOM, ISO (corresponsal), UIT, Consell No Alineat (temporalment), UNCTAD, UNESCO, UNIDO, UPU, CMT, FSM, OMS, OMPI, OMM, WToO i WTRO.